# Skeiða- og Gnúpverjahreppur
Skeiða- og Gnúpverjahreppur is een gemeente in het zuiden van IJsland in de regio Suðurland. Het heeft 527 inwoners en een oppervlakte van 2.402 km². De gemeente ontstond op 9 juni 2002 door het samenvoegen van de gemeentes Skeiðahreppur en Gnúpverjahreppur.

## Geboren
- Sara Dögg Ásgeirsdóttir (1976), actrice

Vestmannaeyjabær · Árborg · Mýrdalshreppur · Skaftárhreppur · Ásahreppur · Rangárþing eystra · Rangárþing ytra · Hrunamannahreppur · Hveragerðisbær · Ölfus · Grímsnes- og Grafningshreppur · Skeiða- og Gnúpverjahreppur · Bláskógabyggð · Flóahreppur